# Pom Klementieff
Pom Klementieff (Québec, 1986. május 3. –) kanadai születésű francia színésznő. Ő játszotta Mantis szerepét A galaxis őrzői vol. 2. és a Bosszúállók: Végtelen háború című filmekben.

## Családja
Édesanyja koreai, míg édesapja francia–orosz származású. Édesapja a francia kormánynak dolgozott konzulként. Mindössze öt éves volt, amikor édesapja elhunyt. Mivel édesanyjánál skizofréniát diagnosztizáltak, így apai nagybátyja és nagynénje folytatta nevelését.

## Életrajz
19 évesen a párizsi Cours Florent drámaiskolában kezdett el tanulni. Első profi filmszerepét 2007-ben kapta az Utána (franciául: Après lui) című filmdrámában.

## Filmográfia

### Filmek
| Év   | Magyar cím                               | Eredeti cím                               | Szerep                           | Magyar hang                                |
| ---- | ---------------------------------------- | ----------------------------------------- | -------------------------------- | ------------------------------------------ |
| 2007 | Utána                                    | Après lui                                 | Emilie                           |                                            |
| 2008 |                                          | Sans arme, ni haine, ni violence          | NHI                              |                                            |
| 2009 | Farkasbarátság                           | Loup                                      | Nastazya                         |                                            |
| 2011 |                                          | Borderline                                | Naomi                            |                                            |
| 2011 | Nathalie második élete                   | La Délicatesse                            | pincérnő                         |                                            |
| 2011 | Fehér éjszaka                            | Nuit Blanche                              | Lucy                             |                                            |
| 2011 | Egy szerelem három éve                   | L'Amour dure trois ans                    | Julia                            |                                            |
| 2011 |                                          | Silhouettes                               | Valerie                          |                                            |
| 2012 |                                          | Radiostars                                | pizzás lány                      |                                            |
| 2012 | Pornó a házban                           | Les Kaïra                                 | Tia                              | Bogdányi Titanilla                         |
| 2013 |                                          | Paris a tout prix                         | Jess                             |                                            |
| 2013 | Oldboy                                   | Oldboy                                    | Haeng-Bok                        |                                            |
| 2015 | Hacker játszma                           | Hacker's Game                             | Loise                            |                                            |
| 2017 |                                          | Newness                                   | Bethany                          |                                            |
| 2017 |                                          | Ingrid Goes West                          | Harley Chung                     |                                            |
| 2017 | A galaxis őrzői vol. 2.                  | Guardians of the Galaxy Vol. 2            | Mantis                           | Bogdányi Titanilla                         |
| 2018 | Bosszúállók: Végtelen háború             | Avengers: Infinity War                    | Mantis                           | Bogdányi Titanilla                         |
| 2018 |                                          | Time of Day                               | önmaga                           |                                            |
| 2019 | Addams Family – A galád család           | The Addams Family                         | Layla és Kayla (hang)            | Mentes Júlia (Layla) Csuha Borbála (Kayla) |
| 2019 | Bosszúállók: Végjáték                    | Avengers: Endgame                         | Mantis                           | Bogdányi Titanilla                         |
| 2019 | Csiszolatlan gyémánt                     | Uncut Gems                                | Lexis                            |                                            |
| 2021 |                                          | Save Ralph                                | nyúl (hang) Ralph (francia hang) |                                            |
| 2021 | A lecsap csapat                          | Thunder Force                             | Lézer                            | Bogdányi Titanilla                         |
| 2021 | The Suicide Squad – Az öngyilkos osztag  | The Suicide Squad                         | táncos                           |                                            |
| 2022 | Thor: Szerelem és mennydörgés            | Thor: Love and Thunder                    | Mantis                           | Bogdányi Titanilla                         |
| 2023 | A galaxis őrzői: 3. rész                 | Guardians of the Galaxy vol 3.            | Mantis                           | Bogdányi Titanilla                         |
| 2023 | Mission: Impossible – Leszámolás         | Mission: Impossible – Dead Reckoning      | Paris                            | Eredeti hang                               |
| 2024 | Ölj meg, ha tudsz!                       | The Killer's Game                         | Marianna Antoinette              | Ligeti Kovács Judit                        |
| 2025 | Mission: Impossible – A végső leszámolás | Mission: Impossible – The Final Reckoning | Paris                            | Dér Marus                                  |
| 2025 | Superman                                 | Superman                                  | Superman robotja (hangja)        |                                            |

### Televíziós szerepek
| Év   | Magyar cím                           | Eredeti cím                                 | Szerep  | Megjegyzések                                 |
| ---- | ------------------------------------ | ------------------------------------------- | ------- | -------------------------------------------- |
| 2009 | Pigalle, éjszaka                     | Pigalle, la nuit                            | Sandra  | 8 epizód                                     |
| 2019 | Fekete tükör                         | Black Mirror                                | Roxette | 1 epizód                                     |
| 2020 | Westworld                            | Westworld                                   | Martel  | 3 epizód                                     |
| 2022 | A galaxis őrzői – Ünnepi különkiadás | The Guardians of the Galaxy Holiday Special | Mantis  | különkiadás magyar hangja Bogdányi Titanilla |